# Giro dell'Emilia 1982
Il Giro dell'Emilia 1982, sessantacinquesima edizione della corsa, si svolse il 3 ottobre 1983 su un percorso di 250 km. La vittoria fu appannaggio dell'italiano Pierino Gavazzi, che completò il percorso in 6h06'17", precedendo i connazionali Silvano Contini e Emanuele Bombini.

## Ordine d'arrivo (Top 10)
| Pos. | Corridore         | Squadra            | Tempo    |
| ---- | ----------------- | ------------------ | -------- |
| 1    | Pierino Gavazzi   | Atala-Campagnolo   | 6h06'17" |
| 2    | Silvano Contini   | Bianchi-Piaggio    | s.t.     |
| 3    | Emanuele Bombini  | Hoonved-Bottecchia | s.t.     |
| 4    | Alfio Vandi       | Selle San Marco    | s.t.     |
| 5    | Dag Erik Pedersen | Bianchi-Piaggio    | s.t.     |
| 6    | Daniele Caroli    | Termolan-Galli     | s.t.     |
| 7    | Claudio Savini    | Selle San Marco    | s.t.     |
| 8    | Hubert Seiz       | Cilo-Aufina        | s.t.     |
| 9    | Franco Conti      | Selle San Marco    | s.t.     |
| 10   | Paul Haghedooren  | Capri Sonne        | s.t.     |